# 岡部哲彦
岡部 哲彦（おかべ てつひこ、1975年9月6日 - ）は、エフエム群馬のラジオパーソナリティ。
神奈川県川崎市出身。エフエム群馬のパーソナリティとして活躍している。

## 主な担当番組
- EVENIN'
- FM 防災Memo

| スタブアイコン | サブスタブ | この項目は、まだ閲覧者の調べものの参照としては役立たない、人物に関連した書きかけの項目です。この項目を加筆・訂正などしてくださる協力者を求めています（P:人物伝/PJ:人物伝）。 |